# Црноврата мухарица
Црноврата мухарица (лат. Ficedula hypoleuca) је врста птице из фамилије мухарица. Име рода Ficedula потиче из латинског језика и односи се на исхрану смоквама. Придев hypoleuca потиче од две грчке речи: hupo што значи испод и leukos што значи бело. 

## Опис
Дужина тела ове врсте износи од 12 до 14 центиметара, а тежина од 9,7 до 20,2 грама. Код црноврате мухарице је заступљен полни диморфизам. Адултни мужјак је беле боје са доње стране тела, а са горње стране тела је црне боје изузев неправилне, беле пруге на крилима, танких белих пруга на странама репа, и белог дела изнад кљуна. Јувенилни мужјаци, јувенилне и адултне женке су светло броан боје и веома су сличне са другим врстама из рода Ficedula, посебно са врстом Ficedula albicollis.

## Распрострањеност и станиште
Црноврата мухарица настањује северну, источну, делом и западну Европу, а такође и део Африке и Азије од границе са Европом до Западносибирске низије. Насељава мешовите и листопадне шуме са старим и високим стаблима, пошумљена станишта, а ређе четинарске шуме, паркове и вртове. у Африци насељава шуме кедра, храста, саване и многа друга станишта прекривена дрвећем.

## Биологија
Црноврата мухарица се претежно храни летећим и нелетећим инсектима, али такође и другим бескичмењацима, воћем и семенима биљака. Гнезди се од краја априла до краја јуна у Европи, а до почетка јуна у северозападној Африци. Гнездо је у облику чаше изграђене од опалог лишћа, гранчица биљака и маховина, а изнутра је обложено меканом травом, длакама или перјем, смештено у рупи у дрвету, зиду или грађевини на висини од 1,8 до 10 метара. Женка у гнездо полаже најчешће од 4 до 8 јаја. Црноврата мухарица је изразита селица, зиму проводи у подсахарској Африци. Према грубој процени укупан број јединки црноврате мухарице се креће између 33 и 52 милиона адултних јединки, са опадајућим популационим трендом.

## Угроженост
Највећи угрожавајући фактор за опстанак црноврате мухарице су климатске промене које урокују померање периода животног циклуса бескичмењака, који се услед тога не поклапа са периодом гнежђења ове, а и многих других врста птица које услед недостатка хране не могу да отхране младунце.

## Црноврата мухарица у Србији
У Србији је на у периоду гнежђења забележена само на Фрушкој гори, док је за време сеобе редовна на територији Србије.